# 杜魯諾佐約
杜魯諾佐約（1649年—1680年1月2日）是馬都拉島邦卡蘭的王子和軍閥，並對爪哇島上的馬打蘭蘇丹國發動杜魯諾佐約起義（1674—1679年）。
17世纪初邦卡蘭国被馬打蘭国兼并后，不满荷兰殖民侵略和馬打蘭君主的残暴统治，聚集力量以图再举。1674年率众起义，以恢复1293—1451年东爪哇的强国——麻诺巴歇国为号召，动员人民驱逐荷兰殖民者。杜鲁诺佐约成为抗荷武装斗争领袖。率军占领马都拉岛后进军爪哇，不久攻取馬打蘭国首府，万丹国、勃良安地区人民群起响应。1678年，馬打蘭国王勾结荷兰殖民军反扑时，率部众顽强抗击。次年年底战败遇害。